# Coenraad Johannes van Houten

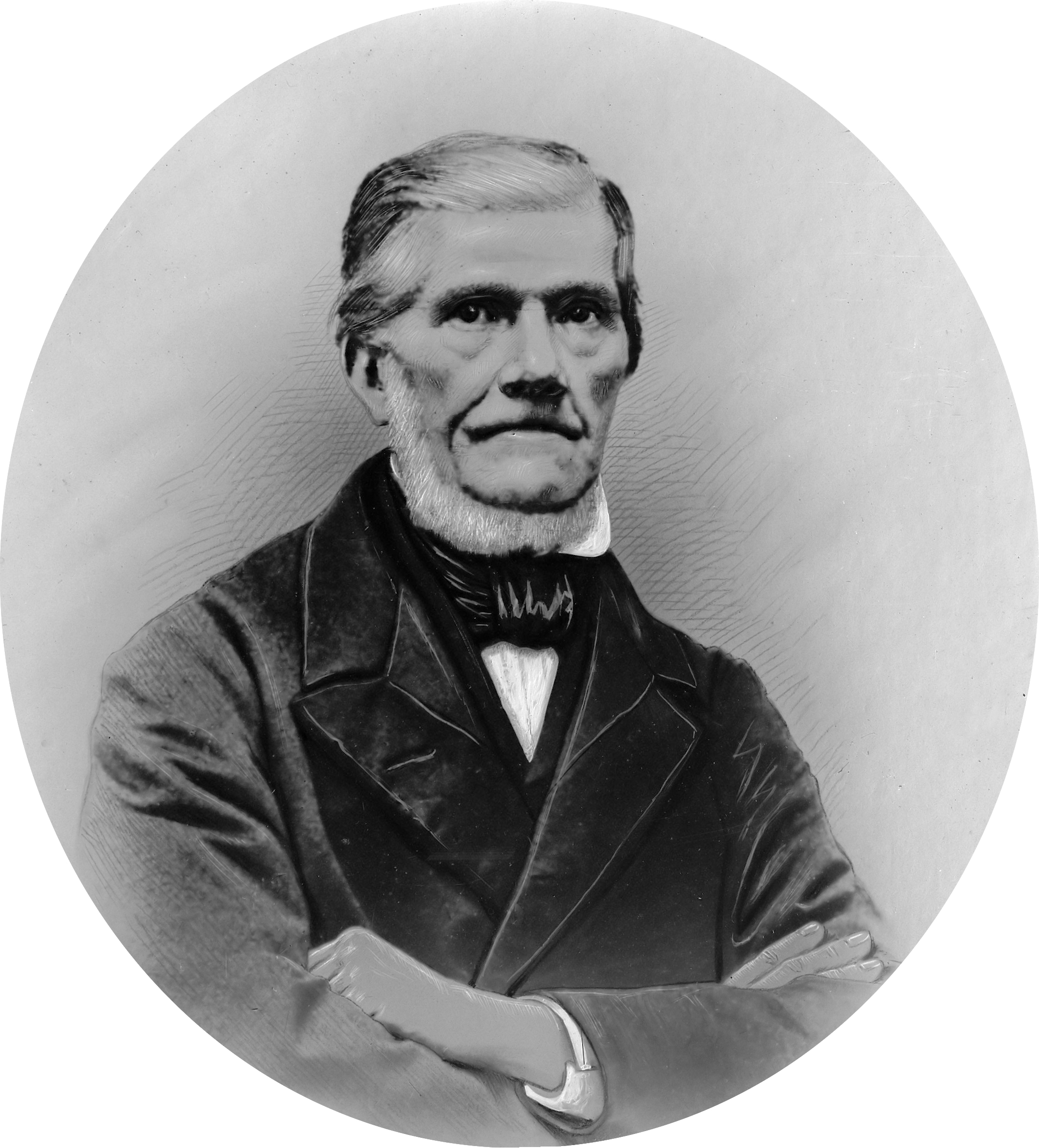
Coenraad Johannes van Houten

Coenraad Johannes van Houten (Amsterdam, 15 maart 1801 - Weesp, 27 mei 1887) was een Nederlandse chocoladefabrikant. Hij is ook bekend vanwege het alkaliseren van cacaomassa, de bewerking met alkalische zouten om de bittere smaak en wrangheid te verminderen. Dit proces staat tot op heden bekend als Dutch process cacoa of Dutching.

## Biografie
Coenraad van Houten was de zoon van Casparus van Houten (1770-1858) en Arnoldina Koster. In 1835 huwde Coenraad van Houten met zijn nicht Hermina van Houten uit Groningen. Zij kregen een zoon en zes dochters. Coenraad was een stille, in zichzelf gekeerde man die het als zijn levenswerk beschouwde om cacao tot een aangenaam en voedzaam product te maken. Hij was nauwkeurig in zijn werk, experimenteerde voortdurend met grondstoffen en productiemethoden en besteedde veel tijd aan het verfijnen van zijn chocoladeproducten.
Coenraads vader, een handelaar in koffie en thee, opende in 1815 een cacaofabriekje in een huis aan de Leliegracht te Amsterdam, met een molen die door arbeiders werd aangedreven. Coenraad werd al op jonge leeftijd aan het werk gezet in het bedrijf van zijn vader. In die tijd werden cacaobonen vermalen tot een fijne massa, die in warme melk kon worden gesmolten om een cacaodrank te maken. Meer dan de helft van het gewicht van deze cacaomassa is vet, waardoor de cacaodrank voor sommigen te machtig was.
In 1828 verkreeg Casparus in Nederland een tienjarig octrooi op een methode om vet uit geroosterde cacaobonen te persen. Van Houtens pers reduceerde het cacaobotergehalte met bijna de helft. Het resultaat was een droge cacao die verpulverd kon worden tot het eerste cacaopoeder. De introductie van cacaopoeder vereenvoudigde niet alleen het maken van cacaodranken, maar maakte het ook mogelijk om aan het poeder suiker toe te voegen en het vervolgens opnieuw te mengen met cacaoboter om een vaste stof te maken die al sterk leek op de huidige chocolade.

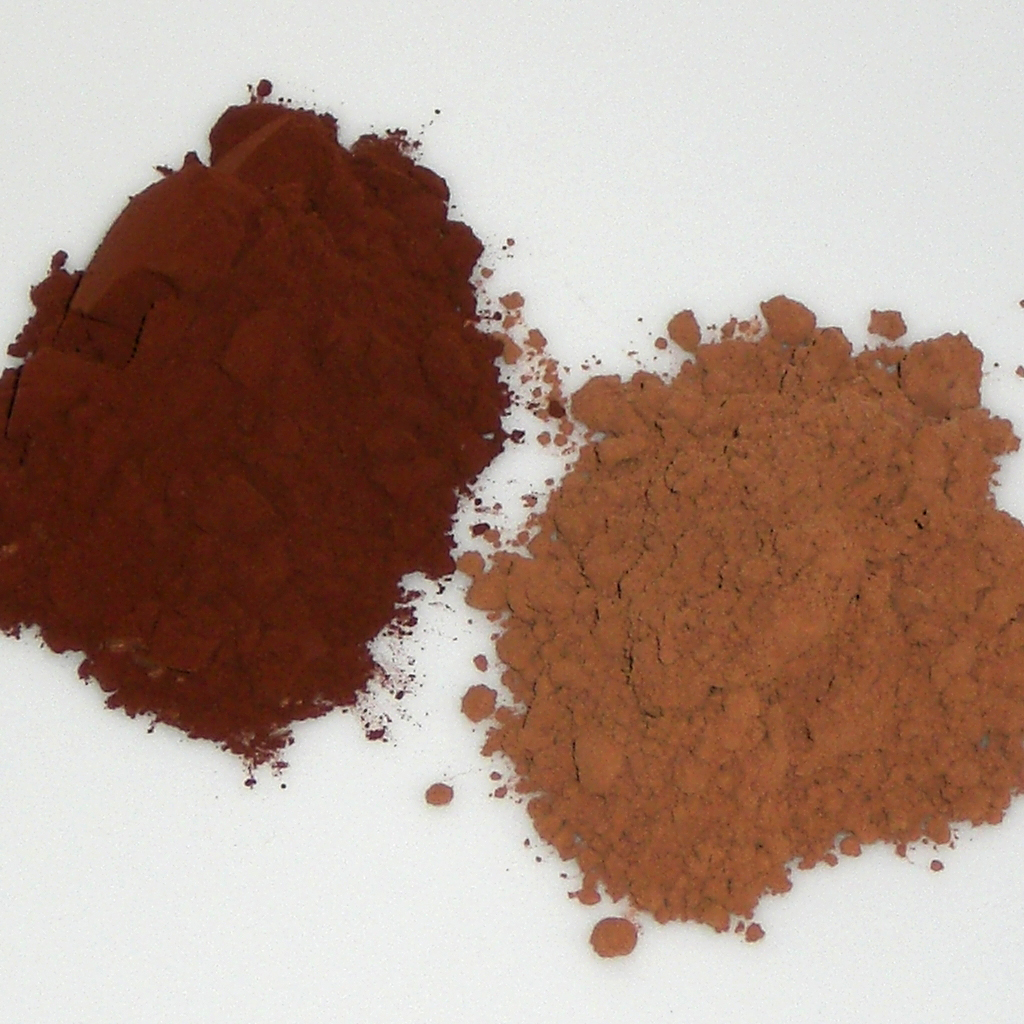
Dutch process cacao (links), naturel cacao (rechts)

In 1835 nam Coenraad van Houten de leiding van het bedrijf op zich. Jarenlang volstond een bescheiden inrichting aan de Prinsengracht in Amsterdam, maar uiteindelijk vond Coenraad van Houten de ruimte daar te beperkt. In 1841 ging de fabriek naar Leiden, waar de windmolen De Eendracht voor aandrijving zorgde. In 1846 patenteerde hij een verbetering waarbij hij het poeder behandelde met alkalische zouten (kalium of natriumcarbonaat). Dit verwijderde de wrange en bittere smaak, bevorderde de emulsie van het resterende vet en zorgde ervoor dat het cacaopoeder beter met water mengde.  Het eindproduct, ‘Hollandse’ cacao, heeft een donkere kleur en een milde smaak.
Gealkaliseerde of ‘Hollandse’ cacao wordt algemeen erkend als superieur aan cacao die niet op deze manier is geproduceerd 
en de combinatie van de uitvindingen door vader en zoon van Houten leidde tot de negentiende-eeuwse massaproductie en consumptie van cacao.
In 1850 verhuisde Coenraad zijn productie van de molen in Leiden naar een fabriek in Weesp, waar een stoommachine voor de aandrijving zorgde. Coenraad werd opgevolgd door zijn zoon, Casparus Johannes van Houten (1844 – 1901), die meer dan zijn vader een gevoel voor marketing had. In een tijd waarin reclame nog in de kinderschoenen stond, brachten advertenties de roem van het product en de naam van Van Houten naar het binnen- en buitenland.

## Wetenswaardigheden
- Hoewel in veel publicaties Coenraad Johannes van Houten wordt aangewezen als de uitvinder van de pers waarmee het vetgehalte van de cacaobonen kon worden gereduceerd, toonde Peter van Dam aan dat het Coenraads vader Casparus was die het octrooi aanvroeg.[1]
- Coenraad van Houten verkocht zijn producten onder zijn eigen naam. Hij was daarmee een van de eerste merkfabrikanten in een tijd waarin producten meestal los werden verkocht en de herkomst moeilijk te achterhalen was.